# Enrico Mutti
Enrico Mutti (Loano, 18 novembre 1962) è un attore italiano.

## Biografia
Nel 1989 al concorso Il più bello d'Italia ha vinto il titolo di "+ bello x il Cinema". Nel 1992 ha ricoperto un ruolo nella soap opera statunitense Santa Barbara: quello del prete italiano Giovanni DeAngelis, figlio di Micah (Thaao Penghils). 
Attore soprattutto di produzioni televisive, ha lavorato anche nei fotoromanzi, al cinema e in teatro. È stato protagonista di fiction tv di successo come Lui e Lei con Vittoria Belvedere, Camici bianchi, con Ugo Pagliai, in onda su Canale 5, Vento di ponente, con Serena Autieri e Anna Kanakis, e di Carabinieri 6,  regia di Sergio Martino. Al cinema è comparso in Simpatici e antipatici e da protagonista in Encantado. 
Nell'agosto del 2007 è entrato nel cast della soap opera CentoVetrine, dove fino al luglio del 2009 interpreta il ruolo di Daniele Ferrari. Nel 2012, dunque cinquantenne, è diventato padre: ha avuto un maschio, Martin, dalla compagna Manuela.

## Filmografia

### Cinema
- Simpatici & antipatici, regia di Christian De Sica (1998)
- Donne in bianco, regia di Tonino Pulci (1998)
- Encantado, regia di Corrado Colombo (2002)
- Bologna 2 Agosto, regia di G. Molteni e D. Santamaria Maurizio (2011)
- Non facciamo finire la festa,  regia di G. Molteni (2012)
- Stilema,  regia di R. Fratter (2021)

### Televisione
- Santa Barbara, soap opera, registi vari (1992)
- Nemici intimi, regia di Piernico Solinas (1994)
- Secrets,  registi vari (1994)
- Code Name: Wolverine, D. Jackson (1998)
- In fondo al cuore, regia di Luigi Perelli (1998)
- Lui e lei, regia di Luciano Manuzzi (1998)
- Lui e lei 2, regia di Elisabetta Lodoli e Luciano Manuzzi (1999)
- Morte di una ragazza perbene, regia di Luigi Perelli (1999)
- Aleph, regia di Gianni Lepre (2000)
- Camici bianchi, regia di Stefano Amatucci e Fabio Jephcott (2001)
- Giorni da Leone, regia di Francesco Barilli (2002)
- Vento di ponente, regia di Gianni Lepre e Alberto Manni (2002)
- Das Geheimnis des Lebens, regia Miguel Alexandre (2002)
- Attentato a Hitler, regia J. Bayer  (2003)
- Vento di ponente 2, regia di Ugo Fabrizio Giordani e Alberto Manni (2003)
- No heaven above Africa, regia R. Suso Richter  (2004)
- Giorni da Leone 2, regia di Francesco Barilli (2006)
- Carabinieri 6, regia di Sergio Martino - Episodio: Rubino (2007)
- CentoVetrine, registi vari  (2007-2009)
- Tempesta d'amore, regista S. Jonas (2010)
- Bologna 2 agosto, regia di Giorgio Molteni e Daniele Santamaria Maurizio (2011)
- Che Dio ci aiuti, regia di Francesco Vicario (2011-2012)
- Tutti insieme all'improvviso, regia di Francesco Pavolini (2016)
- Lost e found in Rome,  regia di T. Chapkanov (2020)
- Tina Anselmi - Una vita per la democrazia, regia di Luciano Manuzzi – docu-drama (2023)

## Teatro
- Harvey il pooka, regia di A. Giuliani (1992)
- La cantatrice calva, regia di Alberto Ferrari (1997)
- La congiura del fiesco, regia di Daniela Ardini (2009-2010)
- Tutto è bene quel che finisce bene, regia di Daniela Ardini (2010)
- Letture Festival del teatro delle Cinque Terre, regia di Daniela Ardini (2011)
- Il giorno della civetta  regia di D. Ardini (2012)
- La regina disadorna di Maggiani  regia di D. Ardini (2014)

## Altre esperienze
- Mezzogiorno è (1987-1990) - di Gianfranco Funari - Varietà - Rai Due
- Peccati di gola (1989) - Conduttore Varietà - Rai Due
- Mezzogiorno italiano (1991) - Varietà - Italia 1
- Naturalmente bella  (1991)  Inviato  Daniela Rosati  Rete 4
- A casa nostra  (1992)   Inviato Patrizia Rossetti  Rete 4
- Forum sera (1994) - Varietà - Canale 5
- All'edicola di Funari (1996) - Varietà - Odeon Tv
- Telesveglia (1996) - Conduttore Varietà - Rete 4